# الخطر الفظيع للمطالعة
الخطر الفظيع للمطالعة (بالفرنسية: De l’horrible danger de la lecture)‏ هي مقالة نقد قصيرة كتبها فولتير سنة 1765 ينتقد فيها قرارات منع انتشار آلة الطباعة، الحديثة آنذاك، وللابتعاد عن حظر السلطة والقمع فقد وجه كل سخريته للدولة العثمانية والنظام الحاكم فيها لكنه في الحقيقة كان لا يقصد سوى التهكم على السلطة الفرنسية وسياستها بشكل غير مباشر.

## حول النص
مفتي الدولة العثمانية يوسف شيريبي يعلن في فتواه اعتراضه الكلي على دخول آلة الطباعة التي جلبتها الدولة فرانكروم الواقعة بين إسبانيا وإيطاليا ويعتبرها خطرا كبيرا على الإمبراطورية العظيمة، لأن سهولة النشر والطباعة سوف تساهم في تقليل الأمية والجهل وستكون وسيلة للفلاسفة لنشر قيمهم الحميدة، وسيصبح الناس أكثر وعيا وقد تتطور قدراتهم العلمية بما لا يخدم مصلحة الإمبراطورية العظيمة وذلك يتضح في قوله: «فعلى ماذا نراهن إن تم القضاء على الأوبئة؟»
النص جاء ليبين الحجج التي أدت لقرار منع الطباعة وهي مرتبة بأرقام وكل حجة توضح أخطار الآلة على مستقبل البلاد وهذه بعض الحجج:
- هذه السهولة في نشر الأفكار ستساهم طبعا في تقليل نسبة الجهل الذي يعتبر حاميا للولايات المحصنة جيدا.
- بلا شك سوف يقرأ الناس كتب الغربيين حول الوقاية من الأمراض والأوبئة، وسنصبح نحن أشقياء ومساكين بالاعتماد والرهان على الطاعون.

النص برمته يتكلم فقط عن الدولة العثمانية ولا يذكر الغرب إلا بالحديث عن فلاسفته وأدبائه بدورهم المميز تجاه الإنسانية.

## سبب اختيار الدولة العثمانية
لم يكن ذلك تهجما، لكن تصادفت فترة حياة فولتير مع دخول آلة الطباعة لتركيا وقد وجدها كفرصة جيدة لانتقاد فرنسا التي تعرقل انتشار الآلة الطابعة، من يقرأ بدون تمعن لن يلحظ أن هناك تهجم على فرنسا لكن في واقع الأمر فهناك تهكم كبير على فرنسا والدليل هو استعمال مصطلحات وتعابير محددة إستطاع فولتير أن يمرر من خلالها رسالته للقارئ الذكي بها. مثلا فقد أشار بطريقة غير مباشرة إلى الموسوعة التي يعمل على كتابتها ديدرو والمفكرين الآخرين: «تنوير الناس».

## أهداف المقالة
فولتير أراد التأكيد على الأهمية الكبيرة للآلة الطابعة وما ستحققه من تقدم اجتماعي وكذلك شجع على المطالعة التي هي السبيل الوحيد للخروج من الجهل ومن قيود التبعية الفكرية. في نفس الوقت عبر بٱنتقاده للجهاز المسير للدولة العثمانية عن عدم رضاه على النظام السياسي الديني الذي تمارسه الكنيسة في أوروبا. كما أراد فولتير بهذه السطور القصيرة أن يسلي أصداقه المفكرين المتجمعين في الصالونات الباريسية.

## وصلات خارجية
- قراءة مقالة فولتير باللغة الفرنسية.